# Ветчаны
Ветчаны (Истомино) — деревня в Клепиковском районе Рязанской области России. Входит в состав Колесниковского сельского поселения.

## География
Деревня находится в северной части Рязанской области, в зоне хвойно-широколиственных лесов, в пределах Мещёрской низменности, на небольшой речке Ушер, притоке реки Курша, при автодороге 61Н-233, на расстоянии примерно 38 километров (по прямой) к юго-востоку от города Спас-Клепики, административного центра района.
Ближайшие населённые пункты — деревня Иванково к западу и деревня Борисково к востоку.

### Климат
Климат характеризуется как умеренно континентальный, с тёплым летом и умеренно холодной снежной зимой. Средняя температура воздуха самого холодного месяца (января) — −11,5 °C (абсолютный минимум — −42 °C); самого тёплого месяца (июля) — 19 °C. Безморозный период длится около 140 дней. Среднегодовое количество осадков — 500 мм, из которых большая часть выпадает в тёплый период. Снежный покров держится в течение 135—145 дней.

## История
Деревня впервые упоминается в XVII в. в составе Старорязанского стана.
По данным российского государственного архива древних актов Ветчанами владели: в 1678 — стольник Василий Андреевич Сонцов-Засекин, в 1747—1762 — генерал-майор Василий Васильевич Нарышкин.
В начале XIX века деревня принадлежала князю П. М. Волконскому. В 1813 г. пленными французами в Ветчанах была построена для него большая усадьба с ландшафтным парком.
В энциклопедическом словаре Брокгауза и Ефрона говорится:

Ветчаны, Истомина тож — деревня Касимовского уезда, на речке Ушар, в 50 верстах от г. Касимова. Дворов 155, жителей 1117. Школа, 3 маслобойни, 2 ветряные мельницы, 2 шерстобитки, крупорушка, кузница, кирпичный завод и 3 лавки. Главные промыслы: плотничество, пилка и рубка дров.
В 1897—1899 гг. в деревне наездами жил у своего зятя (мужа сестры), лесничего Куршинского лесничества С. Г. Ната, А. И. Куприн. Здешние места описаны им в рассказах «Болото» (1902), «Мелюзга» (1907), «Попрыгунья-стрекоза» (1910), «Фердинанд» (1930), «Ночь в лесу» (1931).
В 1905 году деревня являлась административным центром Ветчанской волости Касимовского уезда и имела 205 дворов при численности населения 1320 чел.
В деревне родился Гавриил Сергеевич Бондарев (25.07.1911—27.06.1999), полный кавалер ордена Славы.

## Усадьба Ветчаны
Усадьба основана в 1810 году членом Госсовета генерал-фельдмаршалом и кавалером светлейшим князем П. М. Волконским (1776—1852), женатым на сестре генерал-майора декабриста князя С. Г. Волконского (1788—1865) статс-даме светлейшей княжне С. Г. Волконской (1785—1868). Далее принадлежала их внучке фрейлине светлейшей княжне Е. Г. Волконской (1838—1897), бывшей за мужем за обер-гофмейстером князем М. С. Волконским (1832—1909). Она променяла имение и оно стало казённым.
Сохранились остатки липового парка, разбитого в 1812 году. Главный деревянный дом и часовня первой трети XIX века утрачены.
Светлейшим князьям П.М. и С. Г. Волконским принадлежала усадьба Малинки. Светлейшей княгине С. Г. Волконской — дом в С-Петербурге на набережной Мойки, 12, где умер А. С. Пушкин.

## Население
| 1859 | 1897  | 1906  | 2010 |
| ---- | ----- | ----- | ---- |
| 906  | ↗1027 | ↗1320 | ↘65  |

## Инфраструктура
Личное подсобное хозяйство с зоной сельскохозяйственного использования, индивидуальная застройка усадебного типа.
Деревню Ветчаны обслуживает сельское отделение почтовой связи Малахово (индекс 391012).

## Транспорт
Через деревню проходит дорога, связывающая её с поселком Тума. Регулярное автобусное сообщение отсутствует.